# Beaverlodge
Beaverlodge is een plaats (town) in de Canadese provincie Alberta en telt 2264 inwoners (2006).

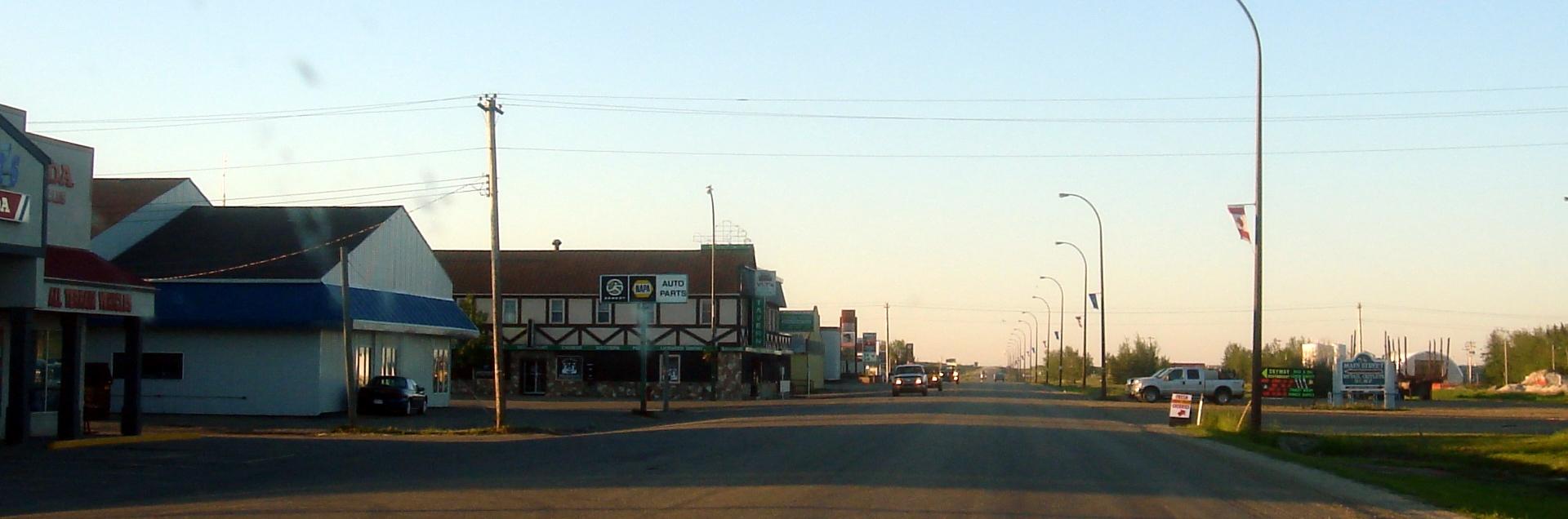
Hoofdstraat van Beaverlodge